# Centraal-Kasaï
Centraal-Kasaï (Frans: Kasaï-Central), vroeger Lulua, is een in het centraal-zuiden gelegen provincie van de Democratische Republiek Congo. Centraal-Kasaï is bijna 61.000 vierkante kilometer groot en had eind 2005 naar schatting drie miljoen inwoners. De provincie was met de naam Lulua vroeger ook al provincie, later district en sinds de constitutie van 2005 welke evenwel pas in juni 2015 werd geïmplementeerd met een nieuwe naam terug een provincie. Kananga, de provinciehoofdstad van de voormalige provincie West-Kasaï, is nu de provinciehoofdstad van Centraal-Kasaï.

## Geschiedenis
Het district Lulua kreeg zijn naam naar de rivier Lulua die de provincie centraal doorkruist van zuid naar noord. Op 1 oktober 1933 werd Belgisch-Congo gereorganiseerd in zes provincies. Het district Lulua was toen deel van de provincie Lusambo die na 1947 Kasaï ging heten. Na de onafhankelijkheid was het district Lulua deel van de provincie West-Kasaï. In de grondwet van 2005 wordt die provincie in tweeën gedeeld. Daarbij ontstaan Centraal-Kasaï, het oude Lulua, en een grotere provincie Kasaï.

## Grenzen
De provincie Centraal-Kasaï grenst kort met buurland Angola in het uiterste zuidwesten.

Verder deelt de provincie een grens met vijf andere provincies:
- Kasaï in het westen
- Sankuru in het noordoosten
- Oost-Kasaï in het oosten
- Lomami in het zuidoosten
- Lualaba in het zuiden.

* = een stadsprovincie